# Jack Raymond
Jack Raymond (1886-20 de marzo de 1953) fue un actor y director cinematográfico británico. 

## Biografía
Nacido en Wimborne Minster, East Dorset (Inglaterra), su verdadero nombre era John Caines. Inició su carrera artística antes del comienzo de la Primera Guerra Mundial con la producción A Detective for a Day. 
En 1921 dirigió su primer film, y a partir de ese momento disminuyó gradualmente su actividad interpretativa para centrarse completamente en la dirección, rodando un total de más de cuarenta películas hasta el momento de su muerte.
En 1930 consiguió un gran éxito con la película The Great Game, uno de los primeros títulos dedicados al fútbol, y que fue continuada por Up for the Cup un año después. En 1950 filmó una nueva versión de Up for the Cup.
Jack Raymond falleció en 1953 en Londres, Inglaterra.

## Selección de su filmografía
- Tilly of Bloomsbury (1921)
- The Curse of Westacott (1921)
- The Great Game (1930)
- Up for the Cup (1931)
- Girls, Please! (1934)
- Come Out of the Pantry (1935)
- A Royal Divorce (1938)
- Up for the Cup (1950)
- Reluctant Heroes (1951)